# باربارا هاس
باربارا هاس (بالألمانية: Barbara Haas)‏ مواليد 19 مارس 1996 في اشتاير، هي لاعبة كرة مضرب نمساوية وتحتل حالياً المرتبة 188 (21 مارس 2016) في تصنيف رابطة محترفات كرة المضرب. أعلى تصنيف لها في الفردي كان 188. أعلى تصنيف لها في الزوجي كان 545.

## وصلات خارجية
- باربارا هاس على موقع رابطة محترفات التنس (الإنجليزية)
- باربارا هاس على موقع الاتحاد الدولي لكرة المضرب (الإنجليزية)
- باربارا هاس على موقع كأس بيلي جين كينغ (الإنجليزية)
- باربارا هاس على موقع خلاصة التنس.كوم (الإنجليزية)
- باربارا هاس على موقع إي إس بي إن.كوم (الإنجليزية)

- الموقع الرسمي